# كارول كارترايت

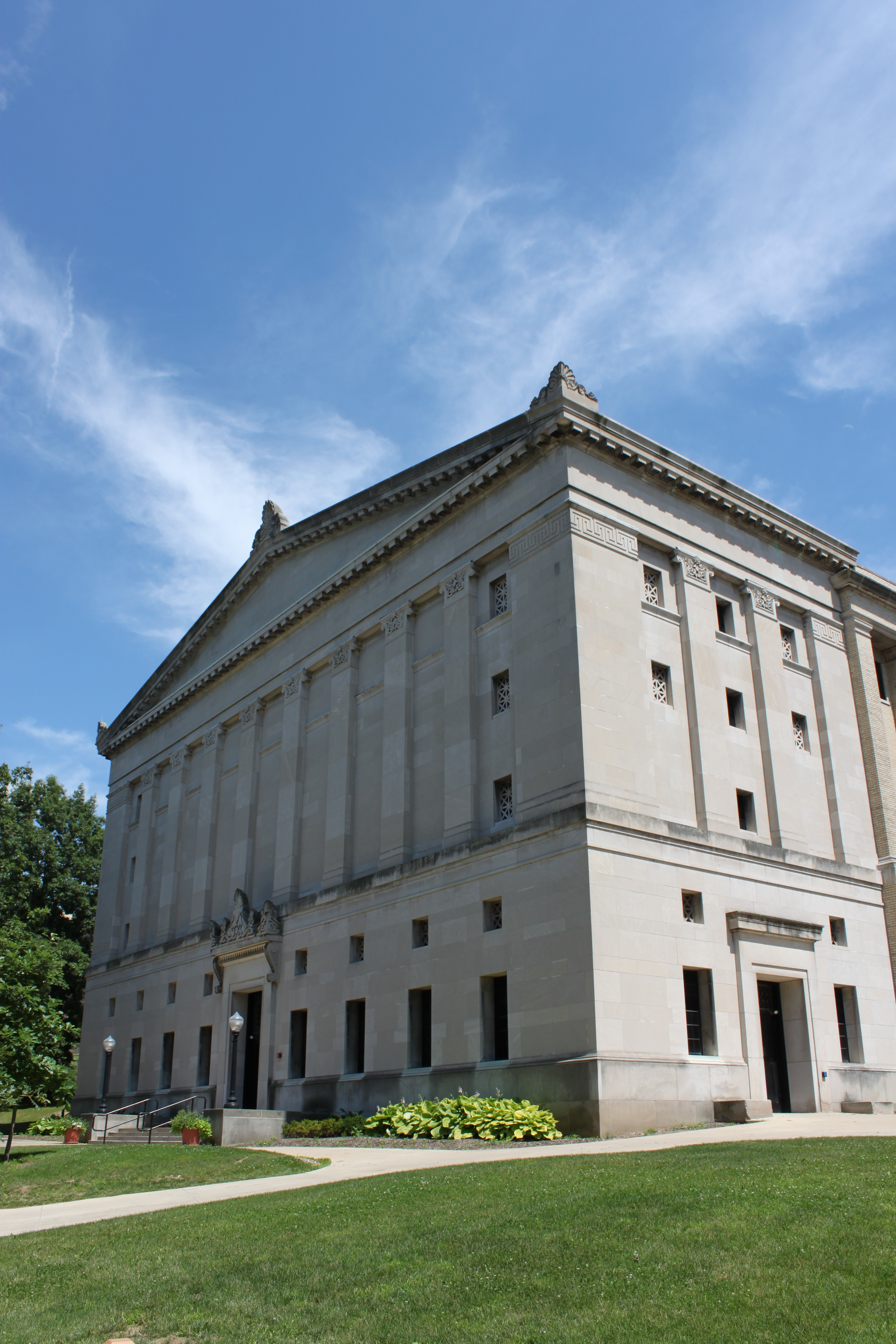
قاعة كارول كارترايت في جامعة كينت ستيت

كارول كارترايت (بالإنجليزية: Carol Cartwright) هي مديرة أكاديمية أمريكية، ولدت في 1941.

## وصلات خارجية
- كارول كارترايت على موقع إن إن دي بي (الإنجليزية)